# Estany de Vilacolum
L'Estany de Vilacolum fou un estany situat al nord de la població de Vilacolum a Torroella de Fluvià (Alt Empordà). És el punt més baix de Catalunya, situat a 1,1 metres per sota el nivell del mar.
L'estany, que enllaçava amb el sector dels estanys del terme de Siurana, fou dessecat i colonitzat al segle xvii, per a l'aprofitament en terres agrícoles.